# Tu cara me suena
Tu cara me suena é um talent show argentino exibido pela rede Telefe, que se baseia no formato espanhol Tu cara me suena, criado pela Endemol. Apresentado por Marley, teve como vencedora da primeira temporada a atriz e cantora Laura Natalia Esquivel.

## Jurados
| Jurado                | Profissão                 | Temp.   |
| --------------------- | ------------------------- | ------- |
| Elizabeth Vernaci     | Locutora e apresentadora  | 1, 2, 3 |
| Enrique Pinti         | Artista                   | 2, 3    |
| Anteriores            |                           |         |
| Miguel Ángel Cherutti | Ator e humorista          | 1, 2    |
| Joaquín Galán         | Cantor e compositor       | 1       |
| Ale Sergi             | Cantor e DJ               | 1       |
| Cacho Castaña         | Compositor, cantor e ator | 1, 2    |

## Temporadas
| Temporada | Início                 | Fim                    | Número de participantes | Número de semanas | Classificação  | Classificação     | Classificação     |
| --------- | ---------------------- | ---------------------- | ----------------------- | ----------------- | -------------- | ----------------- | ----------------- |
| Temporada | Início                 | Fim                    | Número de participantes | Número de semanas | Vencedor       | Segundo colocado  | Terceiro colocado |
| 1ª        | 23 de setembro de 2013 | 18 de dezembro de 2013 | 8                       | 13                | Laura Esquivel | Martín Campilongo | Lucía Galán       |
| 2ª        | 16 de abril de 2014    | —                      | 10                      | —                 | —              | —                 | —                 |

## Prêmios e indicações
| Ano  | Prêmio               | Categoria                      | Indicação        | Resultado |
| ---- | -------------------- | ------------------------------ | ---------------- | --------- |
| 2013 | Prêmio Tato          | Maior show                     | Tu Cara me Suena | Venceu    |
| 2013 | Prêmio Tato          | Melhor direção não-fictícia    | Tu Cara me Suena | Indicado  |
| 2013 | Prêmio Tato          | Melhor iluminação não-fictícia | Tu Cara me Suena | Indicado  |
| 2013 | Prêmio Tato          | Melhor cenário não-fictício    | Tu Cara me Suena | Venceu    |
| 2013 | Prêmio Tato          | Melhor edição não-fictícia     | Tu Cara me Suena | Indicado  |
| 2013 | Prêmio Tato          | Melhor produção não-fictícia   | Tu Cara me Suena | Indicado  |
| 2013 | Prêmio Tato          | Melhor apresentador            | Marley           | Venceu    |
| 2014 | Prêmio Martín Fierro | Melhor produção                | Tu Cara me Suena | Venceu    |